# Harry Shields
Harry Shields (New Orleans, 9 juni 1899 - aldaar, 19 januari 1971) was een Amerikaanse klarinettist in de New Orleans-jazz.

## Biografie
Harry Shields stamde uit een muzikale familie: hij was de jongere broer van jazzklarinettist Larry Shields (1893–1953) en zijn broer Eddie Shields was pianist. Het grootste deel van zijn loopbaan bracht hij door in New Orleans. 
In zijn jeugd probeerde de blanke Harry Shields Johnny Dodds' spel te horen in Nolte’s Hall en hij deed dat op een afstand: vanaf Claiborne Canal hoorde hij zwarte en Creoolse musici als Dodds, Sam Morgan, Kid Rena en Punch Miller. Terwijl zijn broer Larry met de Original Dixieland Jazz Band buiten de stad succes had, speelde Harry in verschillende bands (zoals van Emmett Hardy) in Midway Pavilion.
Hierna speelde Shields in Norman Brownlee's Orchestra of New Orleans, hiermee maakte hij in 1925 zijn eerste opnames. Verder werkte hij met o.a. met Tom Brown en Johnny Wiggs. In de jaren 50 nam hij op met Papa Jack Laine, Sharkey Bonano, Joe Mares, George Hartman, de Dukes of Dixieland, Lee Collins, Monk Hazel, Doc Souchon, Santo Pecora, Al Hirt, George Girard en Emile Christian.
In 1954 nam Shields oinder eigen naam de nummer "Singin’ the Blues“ en „Alice Blue Gown“ op, voor de EP Clarinet – New Orleans Style (Melodisc), met Armand Hug, Chink Martin en Abbie Brunies. In 1959 speelde hij met Bonano, Hug, Percy Humphrey, Alcide Pavageau, Sherwood Mangiapane en Louis Barbarin op Art Ford’s Jazz Party. In de jaren 60 speelde hij met Tony Parenti en was hij actief in de band van Alvin Alcorn, tevens trad hij op in de Preservation Hall. Shields schreef het nummer "Clarinet Marmelade“. In de jazz was hij tussen 1925 en 1970 betrokken bij 54 opnamesessies.
Harry Shields werd onder andere beïnvloed door Jane Bunnett.